# Procolophonoidea
Procolophonoidea es una superfamilia extinta de pararreptiles procolofonianos. Sus miembros se caracterizaban por ser pequeños, robustos y parecidos a un lagarto. Sus fósiles se han hallado en varias continentes del mundo incluyendo a la Antártida. Sus primeros miembros aparecieron durante el Pérmico Superior en la cuenca del Karoo en Sudáfrica.

## Taxonomía
Procolophonoidea incluye a las familias Owenettidae y Procolophonidae. Sclerosaurus, el cual está situado en su propia familia (Sclerosauridae), puede ser también un miembro de esta superfamilia.
Cuando se erigió la superfamilia en 1956, se creyó que era parte del suborden de antracosaurios Diadectomorpha. Desde entonces han sido situados dentro del suborden Procolophonia junto con los pareiasaurios, un grupo de grandes pararreptiles herbívoros del Pérmico.

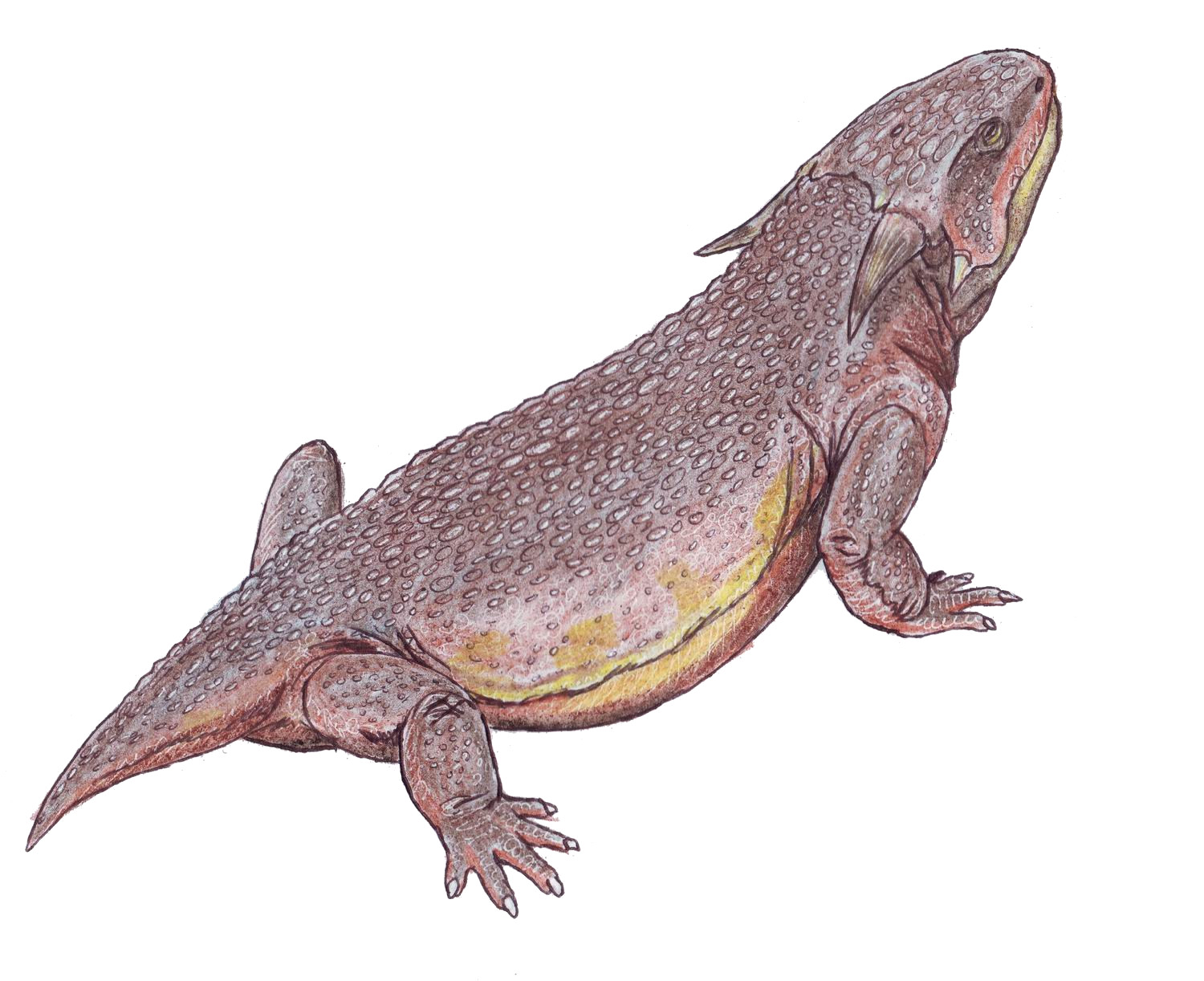
Sclerosaurus armatus

- Procolophonia
  - Procolophonoidea
    - Familia Owenettidae
      - Especie "Owenetta" kitchingorum
      - Género Barasaurus
      - Género Candelaria
      - Género Owenetta
      - Género Ruhuhuaria
      - Género Saurodektes

    - Familia Procolophonidae
      - ? Género Chinleogomphius
      - ? Género Gomphiosauridion
      - ? Género Kinelia
      - ? Género Spondylolestes
      - ? Género Xenodiphyodon
      - Género Coletta
      - Género Kitchingnathus
      - Género Lasasaurus
      - Genus Phaanthosaurus
      - Género Pintosaurus
      - Género Sauropareion
      - Género Tichvinskia
      - Subfamilia Leptopleuroninae
      - Subfamilia Procolophoninae
      - Subfamilia Theledectinae